# Eleições estaduais no Amazonas em 1986
As eleições estaduais no Amazonas em 1986 ocorreram em 15 de novembro, como parte das eleições no Distrito Federal, em 23 estados e nos territórios federais do Amapá e Roraima. Foram eleitos o governador Amazonino Mendes, o vice-governador Vivaldo Frota e os senadores Fábio Lucena e Carlos Alberto de Carli, além de oito deputados federais e vinte e quatro estaduais. Quatro nomes disputaram o pleito, mas a vitória foi de Amazonino Mendes, candidato apoiado pelo governador Gilberto Mestrinho.
Nascido em Eirunepé, o advogado Amazonino Mendes graduou-se em Direito pela Universidade Federal do Amazonas em 1969 e trabalhou no escritório de Ary Franco. Embora tenha participado do movimento estudantil, estabeleceu-se como empresário da construção civil antes de ingressar na vida pública. Foi diretor-auxiliar do Departamento de Estradas de Rodagem durante o primeiro governo Gilberto Mestrinho, que em sua segunda passagem pelo Palácio Rio Negro o nomeou prefeito de Manaus em 1983, elegendo-se governador do Amazonas em 1986.
Nascido em Boca do Acre, o advogado Vivaldo Frota diplomou-se em 1953 na Universidade Federal do Amazonas. Professor, consultor jurídico na Comissão de Estradas de Rodagem do estado e funcionário do Departamento de Polícia, tornou-se delegado de Ordem Política e Social, chefe de polícia e exerceu os cargos de chefe da Casa Civil e secretário de Justiça no primeiro governo Gilberto Mestrinho. Quando Plínio Coelho assumiu o cargo de governador pela segunda vez, Vivaldo Frota tornou-se auditor do Tribunal de Contas do Estado em 1963. Presidente da seccional amazonense da Ordem dos Advogados do Brasil entre 1967 e 1969, ingressou na ARENA e figurou na primeira suplência de deputado federal em 1974, elegendo-se para o cargo em 1978. Quando o pluripartidarismo retornou, em 1980, escolheu o PDS foi reeleito em 1982. Mesmo votando contra a Emenda Dante de Oliveira em 1984 e em Paulo Maluf no Colégio Eleitoral em 1985, elegeu-se vice-governador do Amazonas via PFL em 1986, e assumiu o poder quando Amazonino Mendes renunciou a fim de eleger-se senador em 1990.

## Resultado das eleições para governador
O Tribunal Regional Eleitoral do Amazonas contabiliza 499.027 votos nominais (88,28%), 46.237 votos em branco (8,18%) e 20.019 votos nulos (3,54%) resultando no comparecimento de 565.283 eleitores.
| Candidatos a governador do estado | Candidatos a vice-governador | Número | Coligação                                              | Votação | Percentual |
| --------------------------------- | ---------------------------- | ------ | ------------------------------------------------------ | ------- | ---------- |
| Amazonino Mendes PMDB             | Vivaldo Frota PFL            | 15     | Aliança Democrática (PMDB, PFL, PTB, PL, PCB, PMB, PH) | 270.875 | 54,28%     |
| Arthur Virgílio Neto PSB          | Serafim Corrêa PDT           | 40     | Muda Amazonas (PSB, PDT, PDC, PCdoB, PTR, PPB)         | 209.716 | 42,03%     |
| Marcus Barros PT                  | Mário Serrão PT              | 13     | PT (sem coligação)                                     | 15.942  | 3,19%      |
| Djalma Passos PDS                 | Domingos Ramos de Lima PDS   | 11     | PDS (sem coligação)                                    | 2.494   | 0,50%      |
| Fontes:                           |                              |        |                                                        |         |            |

## Biografia dos senadores eleitos

### Fábio Lucena
Natural de Barcelos, o bancário e jornalista Fábio Lucena elegeu-se vereador em Manaus pelo MDB em 1972. Em virtude de sua postura enquanto parlamentar, respondeu a um processo baseado na Lei de Segurança Nacional por críticas ao prefeito manauara, Franklin Lima, e ao governador amazonense, João Walter de Andrade. Absolvido em 15 de julho de 1975, reelegeu-se vereador em 1976 e foi candidato a senador numa sublegenda do MDB, mas perdeu, por estreita margem, para a chapa da ARENA liderada por João Bosco de Lima. Com a criação do PMDB em 1980, ingressou no partido, foi eleito senador em 1982 e votou em Tancredo Neves no Colégio Eleitoral em 1985.
No pleito de 1986, a disputa pelas vagas na Câmara Alta do Parlamento ficou marcada por um casuísmo, visto que embora Fábio Lucena tivesse o mandato em curso por ter sido eleito em 1982, ele resolveu disputar um novo mandato ainda com o antigo em curso e foi "reeleito" de modo extemporâneo. A ideia original seria que ele e seus suplentes renunciassem, ocasionando uma eleição suplementar na qual Gilberto Mestrinho seria ungido senador. Entretanto, Leopoldo Peres não renunciou, fazendo com que os planos de eleger Mestrinho dessem errado. Em 1º de fevereiro de 1987, Fábio Lucena renunciou ao mandato obtido em 1982 em favor de Leopoldo Peres para, em questão de minutos, assumir o mandato conquistado em 1986. Entretanto, a morte do mesmo em 14 de junho de 1987, resultou na efetivação de Áureo Melo.

### Carlos Alberto de Carli
Nascido em Campinas, o empresário Carlos Alberto de Carli, graduou-se em Administração de Empresas na Fundação Getúlio Vargas em 1961, exercendo sua atividade profissional no estado de São Paulo chegando, inclusive, a gerente de produção da Estrela. Em 1973 iniciou o manejo sustentável de madeira na Região Amazônica, implantou a primeira destilaria de álcool e a primeira plantação extensiva de guaraná do Amazonas. Sobrinho de Gileno de Carli e primo de João Carlos de Carli, elegeu-se deputado federal pelo PMDB em 1982 e como tal votou em Tancredo Neves no Colégio Eleitoral em 1985. Nomeado secretário de Representação do Amazonas em São Paulo pelo governador Gilberto Mestrinho, deixou o cargo a tempo de eleger-se senador em 1986. Assinou a Constituição de 1988 e afastou-se do mandato em favor de Gilberto Miranda para assumir o cargo de secretário para Promoção do Desenvolvimento por escolha do governador Vivaldo Frota, em 1990 e votou a favor do impeachment de Fernando Collor em 1992. Candidato a primeiro suplente de senador na chapa de Francisco Garcia em 1994, não obteve êxito.

## Resultado da eleição para senador
Como eram duas as vagas de senador em disputa o total de votos válidos corresponde ao dobro do verificado na eleição para governador, sendo que houve 175.484 votos em branco (15,52%) e 57.256 votos nulos (5,06%) calculados sobre o comparecimento de 1.130.566 eleitores com os 897.826 votos nominais assim distribuídos segundo o Tribunal Regional Eleitoral do Amazonas.
| Candidatos a senador da República | Candidatos a suplente de senador                         | Número | Coligação                                              | Votação | Percentual |
| --------------------------------- | -------------------------------------------------------- | ------ | ------------------------------------------------------ | ------- | ---------- |
| Fábio Lucena PMDB                 | Áureo Melo PMDB Vitório Cestaro PMDB                     | 151    | Aliança Democrática (PMDB, PFL, PTB, PL, PCB, PMB, PH) | 239.048 | 26,62%     |
| Carlos Alberto de Carli PMDB      | Gilberto Miranda PMDB Carlos Antônio de Carli PMDB       | 152    | Aliança Democrática (PMDB, PFL, PTB, PL, PCB, PMB, PH) | 220.865 | 24,60%     |
| Mário Frota PSB                   | Saul Atahyde PSB Paulo Ramos Rezende PSB                 | 401    | Muda Amazonas (PSB, PDT, PDC, PCdoB, PTR, PPB)         | 199.084 | 22,17%     |
| Raimundo Parente PDT              | Maria Júlia de Melo Rodrigues PDT Tancredo Soares PDT    | 121    | Muda Amazonas (PSB, PDT, PDC, PCdoB, PTR, PPB)         | 160.691 | 17,90%     |
| Marlene Ribeiro Pardo PT          | Selda Vale da Costa PT Vera Lúcia Soares Lima PT         | 132    | PT (sem coligação)                                     | 30.767  | 3,43%      |
| Jacó Luís de Figueiredo PDS       | Miguel Sales da Silva PDS Raimundo Cosmo Vasconcelos PDS | 111    | PDS (sem coligação)                                    | 24.787  | 2,76%      |
| João Ricardo Bessa Freire PT      | Nilton Masulo PT José Corrêa de Araújo PT                | 131    | PT (sem coligação)                                     | 22.584  | 2,52%      |
| Fontes:                           |                                                          |        |                                                        |         |            |

## Deputados federais eleitos
São relacionados os candidatos eleitos com informações complementares da Câmara dos Deputados.

Representação eleita
  PMDB: 3
  PFL: 3
  PDT: 1
  PSB: 1

| Número  | Deputados federais eleitos | Partido | Votação | Percentual | Cidade onde nasceu | Unidade federativa |
| 1555    | Bernardo Cabral            | PMDB    | 41.027  |            | Manaus             | Amazonas           |
| 2515    | Ézio Ferreira              | PFL     | 37.466  |            | Benjamin Constant  | Amazonas           |
| 1540    | José Dutra                 | PMDB    | 25.565  |            | Barreirinha        | Amazonas           |
| 2525    | Eunice Michiles            | PFL     | 24.003  |            | São Paulo          | São Paulo          |
| 1207    | José Fernandes             | PDT     | 19.633  |            | Careiro            | Amazonas           |
| 4005    | Beth Azize                 | PSB     | 17.325  |            | Manacapuru         | Amazonas           |
| 2510    | Sadie Hauache              | PFL     | 16.813  |            | Itacoatiara        | Amazonas           |
| 1550    | Carrel Benevides           | PMDB    | 13.570  |            | Manaus             | Amazonas           |
| Fontes: |                            |         |         |            |                    |                    |

## Deputados estaduais eleitos
Relação elaborada a partir dos arquivos do Tribunal Superior Eleitoral, segundo os quais a coligação "Aliança Democrática" conquistou 75% das vagas contra 25% da coligação "Muda Amazonas".

Representação eleita
  PMDB: 11
  PFL: 7
  PDT: 4
  PSB: 2

| Número  | Deputados estaduais eleitos | Partido | Votação | Percentual | Cidade onde nasceu | Unidade federativa |
| 25115   | Josué Filho                 | PFL     | 17.257  | 3,45%      | Manaus             | Amazonas           |
| 15130   | Nonato Oliveira             | PMDB    | 16.761  | 3,35%      | Manaus             | Amazonas           |
| 15119   | Eduardo Braga               | PMDB    | 13.503  | 2,70%      | Belém              | Pará               |
| 15129   | Lupércio Ramos              | PMDB    | 11.442  | 2,29%      | Tonantins          | Amazonas           |
| 25104   | Enéas Gonçalves             | PFL     | 11.253  | 2,25%      | Parintins          | Amazonas           |
| 15113   | Betty Suely Lopes           | PMDB    | 10.660  | 2,13%      | Manaus             | Amazonas           |
| 15102   | João Thomé Mestrinho        | PMDB    | 10.515  | 2,10%      | Manaus             | Amazonas           |
| 25120   | Vinicius Gomes              | PFL     | 9.358   | 1,87%      | Eirunepé           | Amazonas           |
| 25109   | Átila Lins                  | PFL     | 9.265   | 1,85%      | Fonte Boa          | Amazonas           |
| 15112   | Luzivaldo Santos            | PMDB    | 8.516   | 1,70%      | Autazes            | Amazonas           |
| 15136   | Luiz Fernando Nicolau       | PMDB    | 6.500   | 1,30%      | Paraíba do Sul     | Rio de Janeiro     |
| 15121   | Carlos Esteves              | PMDB    | 5.853   | 1,17%      | Maués              | Amazonas           |
| 40115   | Raimundo Ferreira           | PSB     | 5.827   | 1,16%      | Novo Airão         | Amazonas           |
| 25111   | Humberto Michiles           | PFL     | 5.620   | 1,12%      | São Paulo          | São Paulo          |
| 15133   | Simão Barros                | PMDB    | 5.342   | 1,07%      | Codajás            | Amazonas           |
| 15126   | Manoel Diz                  | PMDB    | 5.256   | 1,05%      | Atalaia do Norte   | Amazonas           |
| 25101   | Hamilton Cidade             | PFL     | 5.152   | 1,03%      | Manicoré           | Amazonas           |
| 25112   | Manoel Maneca               | PFL     | 4.678   | 0,93%      | Manaus             | Amazonas           |
| 15125   | Raimundo Lopes              | PMDB    | 4.160   | 0,83%      | Manaus             | Amazonas           |
| 12140   | José Campos                 | PDT     | 4.100   | 0,82%      | Guajará            | Amazonas           |
| 12111   | Jamil Seffair               | PDT     | 4.057   | 0,81%      | Manacapuru         | Amazonas           |
| 12121   | Sebastião da Silva Reis     | PDT     | 3.707   | 0,74%      | Parintins          | Amazonas           |
| 40113   | Abel Alves                  | PSB     | 3.340   | 0,66%      | Tefé               | Amazonas           |
| 12141   | Alfredo Campos              | PDT     | 3.339   | 0,66%      | Caapiranga         | Amazonas           |
| Fontes: |                             |         |         |            |                    |                    |